# Jerzy Zabielski
Jerzy Feliks Zabielski (født 28. marts 1897 i Warszawa, død 19. november 1958 smst.) var en polsk fægter, som deltog i to olympiske lege i 1920'erne. 
Zabielski var med ved OL 1924 i Paris i sabelholdkonkurrencen, hvor Polen dog blev elimineret i første runde. Bedre gik det, da han var med ved OL 1928 i Amsterdam i samme disciplin sammen med Kazimierz Laskowski, Tadeusz Friedrich, Władysław Segda, Aleksander Małecki og Adam Papée. Polakkerne indledte med at vinde deres førsterundepulje (delt sammen med Ungarn) og gik dermed videre til semifinalerne. Her tabte de ganske vist 0-16 til Italien, men vandt derpå deres to andre kampe, og dermed kom de med i finalepuljen. Her talte kampen mod Italien fra semifinalen og derudover blev det til nederlag til Ungarn, men sejr over Tyskland, hvorpå det blev til polsk bronze, mens Ungarn fik guld og Italien sølv.